# أبو الحسن نجفي
أبو الحسن النجفي ( (بالفارسية: ابوالحسن نجفی) ( 28 يونيو 1929 - 22 يناير 2016). كاتب ومترجم إيراني.

## النشأة والحياة المهنية
ولد أبو الحسن في النجف، العراق ضمن عائلة من أصفهان . بدأ أنشطته الأدبية في الستينيات وترجم عدة كتب من الفرنسية إلى الفارسية. شارك في نجاح نشر العدد الشهير للقصص القصيرة الأدبية بعنوان جونج ه أصفهان ( (بالفارسية: جُنگ اصفهان). بعد الثورة الإيرانية نشر كتابًا مثيرًا للجدل بعنوان دعونا نتجنب الأخطاء ( غلط ننویسیم ).

## المؤلفات
نشر النجيفي أكثر من عشرين كتابًا، من بينها قاموس عن اللغة العامية الفارسية، وعناصر اللغويات العامة وتطبيقها على اللغة الفارسية. ترجم الروايات العالمية البارزة من الفرنسية إلى الفارسية مثل
- جان بول سارتر
- ألبير كامو
- روجر مارتن دو جارد
- كلود ليفي ستروس
- أنطوان دي سان اكسوبيري.[2]